# BMW R 4
{{Dopracować}źródła|data=2025-08}}
BMW R4 – produkowany od 1932 do 1937 jednocylindrowy motocykl firmy BMW.

## Historia
Motocykl o pojemności prawie 400cm³ uzupełnił w 1932 linię produkcyjna jednocylindrowych motocykli firmy BMW. Sprzedano 15.193 sztuki w cenie 1250 Reichsmarek.

## Konstrukcja
Jednocylindrowy silnik górnozaworowy o mocy 14 KM. Suche sprzęgło jednotarczowe połączone z 3-biegową, a później 4-biegową, ręcznie sterowaną skrzynią biegów. Napęd koła tylnego wałem Kardana. Rama z tłoczonych profili stalowych ze sztywnym zawieszeniem tylnego koła. Prędkość maksymalna 100 km/h. Motocykl był wytwarzany w 5 seriach. Był to ulubiony motocykl służb pomocniczych w wojsku niemieckim jak i służbach cywilnych z uwagi na dobre osiągi i legendarną niezawodność.